# Orion 6
Orion 6 var en planerad flygning som aldrig genomfördes, i det numera nedlagda Constellationprogrammet

## Färdplan
Farkosten skulle varit modifierad för att bära extra last och den skulle ha dockat med Internationella rymdstationen, för att stanna i 90 dagar innan den skulle ha återvänt till jorden.